# D4 (Val-de-Marne)
De D4 is een departementale weg in het Franse departement Val-de-Marne ten oosten van Parijs. De weg loopt van de Porte de Bercy in Parijs via Champigny-sur-Marne naar de grens met Seine-et-Marne. In Seine-et-Marne loopt de weg als D604 verder richting Nancy.

## Geschiedenis
Oorspronkelijk bestond de D4 uit delen van de D123, N303 en N304. In 1949 zijn deze wegen bij de N4 gevoegd. In 2006 is de weg overgedragen aan het departement en omgenummerd tot D4.